# Jag är monstret
Jag är monstret från 2005 är ett musikalbum av sångaren Freddie Wadling. De flesta av låtarna är skrivna av vänner och kolleger till Wadling som till exempel av Thomas Öberg, Per Gessle och Tomas Andersson Wij med flera. Johan Lindström (musiker) var skivans producent.

## Låtförteckning
1. Drömmarna (Joakim Berg) – 3:14
2. Jag brinner (Mauro Scocco) – 3:29
3. Måla mitt minne (Per Gessle) – 4:23
4. Det sitter i dig (Sophie Zelmani) – 4:25
5. Farlig liten jävul (Kajsa Grytt) – 3:18
6. Jag kan bara ge allt (Thomas Öberg) – 2:31
7. Då alla stjärnor föll (Freddie Wadling) – 5:54
8. Flyg min väg (Originaltext och musik: Freddie Wadling, översättning: Thomas Öberg) – 4:37
9. Tjuven (ligger i säcken för bytet) (musik: Conny Nimmersjö, text: Thomas Öberg)  – 2:49
10. Jag är monstret (Tomas Andersson Wij) – 4:28
11. Ett fönster mot gården (Mauro Scocco) – 4:17
12. Disko kebab (bob hund) – 4:20
13. Bär ut mig, käre Jesus (musik: Johan Lindström, text: Tomas Andersson Wij) – 3:19

## Medverkande
- Freddie Wadling – sång
- Johan Lindström – gitarr, piano, orgel, synt, orkestron, mellotron, banjo, pedal steel, bas och kör
- Andreas Dahlbäck – trummor och slagverk
- Sven Lindvall – bas- och elbas
- David Nyström – gitarr och orgel
- Jerker Odelholm – elbas
- Jesper Nordenström – orgel
- Nikke Ström – akustisk gitarr
- Tomas Andersson Wij – akustisk gitarr
- Irya Gmeyer – kör
- Mija Folkesson – kör
- Titiyo – sång
- Nina Persson – sång
- Erika Lindström – kör
- Per "Texas" Johansson – tenor- och barytonsax, klarinett och basklarinett
- Klas Jervfors- tuba, trombon

## Listplaceringar
| Lista (2005) | Topplacering |
| ------------ | ------------ |
| Sverige      | 3            |